# خوزه ماریا ناوائز
خوزه ماریا ناروائز (José María Narváez) (زادهٔ ۱۷۶۸ – درگذشتهٔ ۴ اوت ۱۸۴۰)، افسر نیروی دریایی، کاوشگر و ناوبر اسپانیایی بود که برای کارش در جزایر خلیج و لوئر مین‌لند که بریتیش  کلمبیای امروزی را تشکیل می‌دهد، شناخته می‌شود. در ۱۷۹۱ میلادی، او که فرمانده اسکونر سانتا ساتورنینا بود، نخستین سفر اکتشافی اروپا از تنگه جورجیا را آغاز نمود و در این جریان در ساحل سن‌شاین بریتیش کلمبیای امروزی نیز توقف نمود. او همچنین به خلیجک بورارد که حالا ونکوور در بریتیش کلمبیا است، وارد شد.

## اوایل حرفه
ناروائز در ۱۷۶۸ میلادی کادیز، در اسپانیا متولد شد. او در ۱۷۸۲ میلادی به عنوان دانشجوی نیروی دریایی وارد آکادمی سلطنتی (دریایی) شد. او پس از یک سال آموزش به دریا رفته و در جنگ دریایی دخیل شد.
ناروائز در ۱۷۸۴ میلادی به اسپانیای نو فرستاده شده و نخست در شهر هاوانا توظیف گردید. او برای مدت سه سال در کشتی‌های تأمیناتی در بندرهای وراکروز، نیواورلئان، مانتانزاس، کامپچه، رواتان و تروخیلو خدمت کرد. در نوامبر ۱۷۸۷، او به درجه (ناوبر مجرب دوم – piloto در زبان اسپانیایی معادل ناوبر در فارسی است) ترفیع داده شده و مجدداً در سان بلاس توظیف گردید، جاییکه در آن زمان مقر اصلی ناو اسپانیایی در ساحل غربی مکزیک بود. او در اوایل ۱۷۸۸ میلادی وظیفه خود را آغاز کرد. در خلال یک ماه، او به عنوان سکاندار کشتی تحت فرماندهی گونزالو لوپیز دی هارو که فرمانده کشتی سان کارلوس (ال فلیپینو) بود، وارد دریا شد.

## سفر دریایی ۱۷۸۸ به آلاسکا
برای واکنش نشان دادن به فعالیت‌های روسیه در آلاسکا، حکومت اسپانیا به فرستادن کشتی‌ها برای تحقیقات و تحکیم حاکمیت خود شروع کرد. این تلاش‌ها به‌طور کامل از بندر سان بلاس انجام می‌شد. در ۱۷۸۸ میلادی دو کشتی به مقصد اکتشاف فرستاده شد، کشتی پرسیسا ریال تحت فرماندهی استیبان خوزه مارتینز و کشتی سان کارلوس (ال فلیپینو) تحت فرماندهی هارو. ناروائز به عنوان راهنمای هارو با کشتی سان کارلوس (ال فلیپینو) وارد دریا شد. کشتی‌ها در ماه می همان سال به دریا راه پرینس ویلیام رسیدند. به زودی پس از آن، شواهدی از فعلیت تجارت خز توسط روسیه کشف شد.
در ماه ژوئن، هارو کشتی سان کارلوس (ال فلیپینو) را به غرب جزیره کودیاک حرکت داد. اسپانیایی‌ها با تعدادی از مردمان بومی که در دوازده کانو آمده بودند، به تجارت پرداختند. مردمان بومی با خود رسیدهای به خط روسی داشتند که ظاهراً رسید پرداخت خریداری بود و هارو آنها را از طریق مبادله به‌دست‌آورد. او می‌خواست تا شواهدی غیرقابل انکار از فعالیت تجاری روسیه در آن منطقه ارایه نماید.
هارو در ۳۰ ژوئن ۱۷۸۸ ناروائز را در یک کشتی بزرگ فرستاد تا یک پاسگاه روسی که در خلیج تری سنیتس، جزیره کودیاک بود را بررسی نماید. ناروائز پاسگاه نگهبانی را پیدا کرد و به نخستین اسپانیایی مبدل شد که با یک جمعیت بزرگ روس‌های گسیل شده به آلاسکا تماس برقرار می‌نمود. فرمانده روسی اوسترات دلاروف، ناروائز را تا کشتی سان کارلوس (ال فلیپینو) همراهی کرد. اسپانیایی‌ها به دلاروف یک بشکه شراب و برخی هدایای دیگر دادند. هنگام بازگرداندن دلاروف به پست دیدبانی‌اش، به ناروائز یک نقشه روسی از ساحل آلاسکا داده شد که در آن هفت پاسگاه روسی نشانی شده بود و در هر کدام آنها در حدود ۵۰۰ مرد حضور داشتند، دلاروف همچنین به ناروائز گفت که روس‌ها تصمیم دارند تا بندر دریاراه نوتکا که در ساحل غربی جزیره ونکوور واقع شده‌است را به تصرف خود درآورند. پس از بازگشت ناروائز به سان کارلوس (ال فلیپینو)، هارو و خدمه وی کشتی را به‌سوی شرق حرکت دادند تا به مارتینز در جزیره سیتکیناک ملحق شوند.
با بکارگیری اطلاعاتی که ناروائز به‌دست آورده بود، این سفر دریایی به سمت جنوب غرب حرکت کرد تا جزیره انالاسکا را بررسی نماید، جاییکه یک پاسگاه بزرگ روسی تحت فرماندهی پوتاپ کوزمیچ زایکوف موجود بود. مارتینز در ۲۹ ژوئیه و هارو در ۴ اوت در این منطقه رسیدند. مارتینز و دیگران به‌سوی ساحل رفتند و در این پاسگاه ماندند. او به روس‌ها یک مقدار مواد غذایی و شراب داد. زایکوف سه نقشه از جزایر آلیوتی را به مارتینز داد و تأیید نمود که روس‌ها برنامه دارند تا سال بعدی کنترل دریاراه نوتکا را در دست گیرند.
مارتینز که متمایل به پرخاش‌گری و بدزبانی بود، همواره با افسران و ملوان‌های خود، از جمله هارو و ناروائز مشکل داشت. هنگامی که آنها در انالاسکا بودند، مارتینز برای مدتی هارو را دستگیر نمود و در این مدت ناروائز رهبری کشتی سان کارلوس (ال فلیپینو) را بر عهده داشت. قبل از اینکه کشتی اکتشافی در ۱۸ اوت ۱۷۸۸ انالاسکا را ترک کند، سمت فرماندهی هارو دوباره به وی داده شد. در جریان سه روز، این دو کشتی تماس را میان هم قطع نموده و به‌طور جداگانه حرکت نمودند. فرمان هارو این بود تا آنها در مونته‌ری، کالیفرنیا دوباره به مارتینز ملحق شوند. در جریان راه، هارو با پشتیبانی ناروائز و برخی دیگر از راهنماها اعلام نمود که کشتی وی دیگر تحت فرماندهی مارتینز نیست. آنها به تنهایی مجدداً به سمت سان بلاس حرکت کردند و به تاریخ ۲۲ اکتبر ۱۷۸۸ در آنجا رسیدند. مارتینز که یک ماه را در انتظار هارو در مونته‌ری گذرانده بود تا ماه دسامبر نتوانست به سان بلاس برسد و پس از رسیدن به آنجا خود را متهم به رهبری غیرمسئولانه یافت. با این وجود، مارتینز مجدداً حمایت مقامات را کسب نموده و به عنوان مسئول یک سفر دریایی برای تصرف دریاراه نوتکا پیش از روس‌ها، گماشته شد.

## سفر اکتشافی ۱۷۸۹ به دریاراه نوتکا
علی‌رغم تلخی میان مارتینز و هارو، در ۱۷۸۹ میلادی به این دو نفر دستور داده شد تا باهم به دریا بروند و دریاراه نوتکا را تصرف نمایند. ناروائز بار دیگر به عنوان راهنمای ارشد هارو و فرمانده درجه دوم کشتی سان کارلوس خدمت کرد. دو کشتی در ۱۷ فوریه از بندر سان بلاس وارد دریا شده و به تاریخ ۵ می ۱۷۸۹ به نوتکا رسیدند. سه کشتی تجارتی دیگر از قبل در آنجا موجود بود، یک کشتی انگلیسی و دو کشتی از ملت جدید ایالات متحده. سه کشتی دیگر در جریان تابستان به آنجا رسید و یکی آن کشتی نورت‌ویست آمریکا بود که سال قبل توسط جان میرز در دریاراه نوتکا ساخته شده بود. مارتینز در تلاشی برای تحکیم حاکمیت اسپانیا در منطقه، این کشتی را ضبط کرد.
مارتینز در ۲۱ ژوئن ناروائز را در کشتی نورت‌ویست آمریکا که قبلاً ضبط شده و به سانتا جرترادیوس لا مانگا (و بعداً سانتا ساتورنینا) تغییر نام داده شده بود، اعزام نمود تا سه ورودی در جنوب دریاراه نوتکا را بررسی نماید – دریاراه کلیوکوت، دریاراه بارکلی و تنگه خوان دی فوکا. ناروائز بیش از ۲۵ لیگ (حدود ۶۵ مایل (۱۰۵ کیلومتر)) را با کشتی در تنگه خوان دی فوکا پیمود. تا آن زمان، تنها چند فرد غیر بومی به تنگه وارد شده بودند و هیچ‌کدام به اندازه ناروائز پیشروی نکرده بود. تا اوایل ژوئیه، ناروائز دوباره به دریاراه نوتکا برگشته بود. او در گزارش خود که به مارتینز ارایه نمود، پورت رنفرو را به خوبی آنکروج توصیف کرد.
در جریان مدتی که ناروائز در نوتکا حضور نداشت، مارتینز یک تشریفات دوامدار برای تصرف نوتکا برگزار نمود. پس از مدت کوتاهی، او جنگ پرهیاهوی با کاپیتان بریتانیایی جیمز کولنیت راه انداخت، کاپیتان انگلیسی را زندانی و چندین کشتی و خدمه آنها را توقیف کرد. این رویدادها به یک بحران بین‌المللی بزرگ مبدل شد. مارتینز گروهی از کارگران چینی دستگیر شده را مجبور ساخت تا فورت سان میگویل و برخی تأسیسات دیگر را بسازند.